# 布达泰
布达泰（Budha Theh），是印度旁遮普邦Amritsar县的一个城镇。总人口8730（2001年）。

## 人口
该地2001年总人口8730人，其中男性4855人，女性3875人；0—6岁人口1017人，其中男527人，女490人；识字率71.78%，其中男性为78.60%，女性为63.23%。